# Nihil admirari

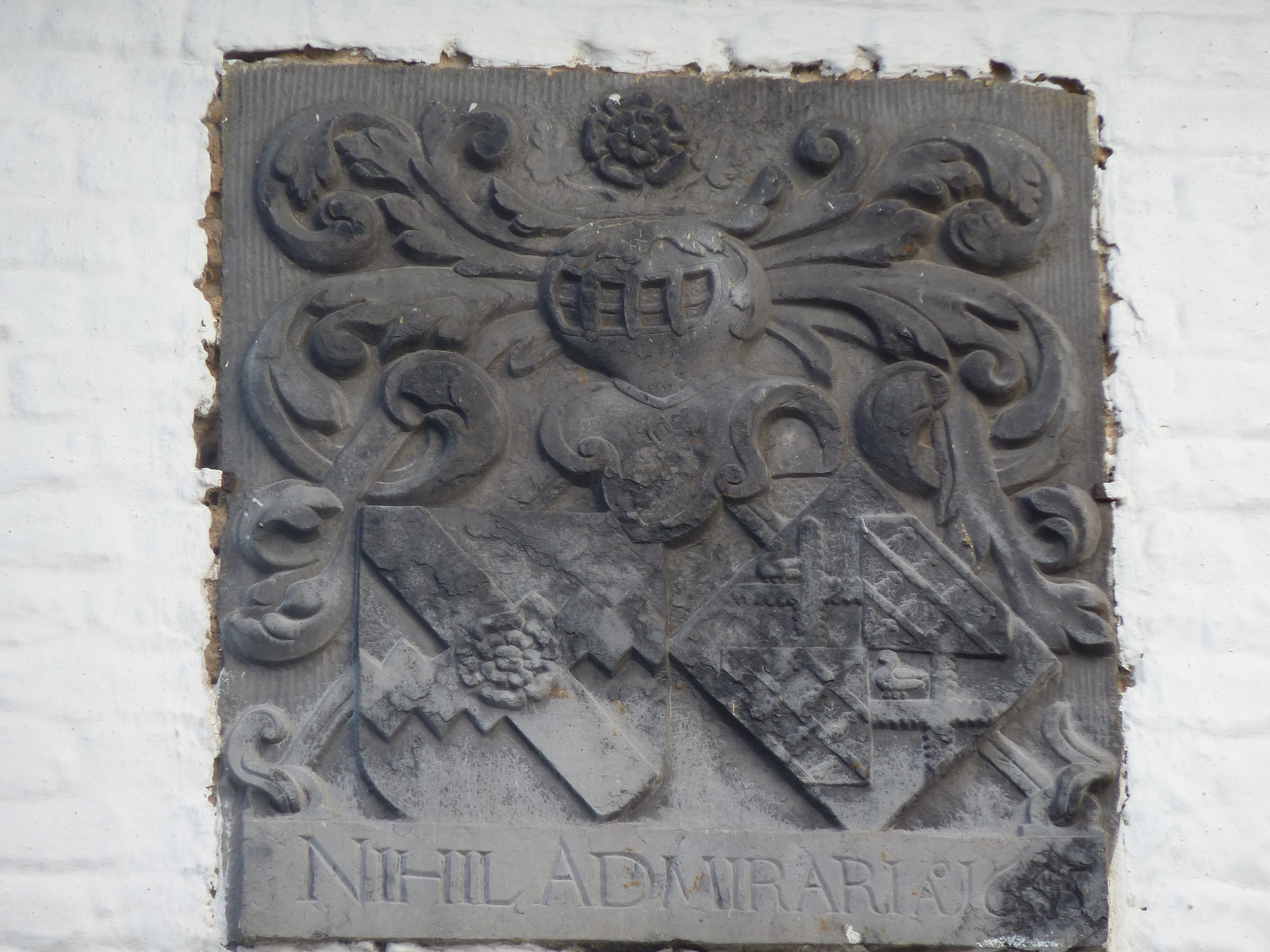
Una gevelsteen del 1655 a Bemelen recante l'iscrizione.

Nihil admirari è una locuzione latina che, tradotta letteralmente, significa non stupirsi di cosa alcuna.

## Origine e uso
La locuzione sembrerebbe essere una traduzione latina del greco antico μηδὲν ϑαυμάζειν (medèn thaumázein, cioè non meravigliarsi di niente), che il filosofo Plutarco attribuì a Pitagora. Essa esprimerebbe l'imperturbabilità che dovrebbe caratterizzare tutte le persone veramente sapienti.
Secondo Marco Tullio Cicerone, infatti, la vera sapienza consisterebbe nel prepararsi a tutti i possibili incidenti e nel non farsi sorprendere da nulla. Come esempio concreto di quanto da lui sostenuto, egli cita il filosofo greco Anassagora, il quale, informato della morte del figlio, disse: Sciebam me genuisse mortalem, cioè Sapevo di aver generato un mortale. Anche i poeti Quinto Orazio Flacco e Lucio Anneo Seneca raccontarono eventi simili, dichiarando di ammirare una tale forza d'animo.
Molti secoli più tardi, il filosofo tedesco Friedrich Nietzsche scrisse che questa massima per il filosofo antico racchiudeva "tutta la filosofia", in opposizione all'idea schopenhaueriana per cui admirari id est philosophari (meravigliarsi è filosofare).
Il grande filosofo novecentesco Emil Cioran, infine, nei suoi Sillogismi dell'amarezza cita letteralmente la frase, definendola criticamente espressione di uno stoicismo da fiera e di un'atarassia isterica.